# 30 Minutes or Less
30 Minutes or Less (30 minutos o menos en España e Hispanoamérica) es una película de 2011 dirigida por Ruben Fleischer protagonizada por Jesse Eisenberg, Aziz Ansari, Danny McBride y Nick Swardson. Está producida por Columbia Pictures y financiada por Media Rights Capital.

## Sinopsis
Dwayne y Travis secuestran a Nick, un repartidor de pizzas, le colocan una bomba en el torso, y le informan que tiene pocas horas para robar un banco. Dwayne y Travis tenían planeado conseguir cien mil dólares para contratar a un sicario mexicano, Chango, para poder matar al padre de Dwayne y así heredar su dinero ganado en la lotería, todo esto para poner un negocio de prostitución y bronceado.

## Reparto
| Actor            | Personaje                                  |
| ---------------- | ------------------------------------------ |
| Jesse Eisenberg  | Nick Davis                                 |
| Danny McBride    | Dwayne Mikowlski                           |
| Aziz Ansari      | Chet Flanning                              |
| Nick Swardson    | Travis Cord                                |
| Michael Peña     | Chango                                     |
| Fred Ward        | Jerry Mikowlski, el mayor, padre de Dwayne |
| Dilshad Vadsaria | Kate Flanning, hermana de Chet             |
| Bianca Kajlich   | Juicy                                      |
| Brett Gelman     | Chris, jefe de Nick                        |